# فریتس تیدمان
فریتس تیدمان (انگلیسی: Fritz Thiedemann؛ ۳ مارس ۱۹۱۸ – ۸ ژانویه ۲۰۰۰) سوارکار پرش اهل آلمان بود.
وی همچنین برندهٔ جوایزی همچون برگ بوی نقره‌ای شده‌است.
وی در مسابقات کشوری و بین‌المللی در مجموع برندهٔ ۳ مدال طلا، ۱ مدال نقره، ۴ مدال برنز شده‌است.